# Уличная нажива
«Уличная нажи́ва» (англ. The Street Profits) — американская команда в рестлинге, состоящая из А́нджело До́кинза (англ. Angelo Dawkins) и Монте́за Фо́рда (англ. Montez Ford). В настоящее время команда выступает в WWE на бренде SmackDown.
Они являются трехкратными командными чемпионами WWE, по одному разу владея командными титулами Raw, SmackDown и NXT, что делает их одной из двух команд (вторая — «Возрождение»), которые были командными чемпионами Тройной короны в WWE. В общей сложности они были командными чемпионами 312 дней на Raw и SmackDown.

## Личная жизнь
Докинз (Гэри Гордон) родился 24 июля 1990 года. Он родом из Фэрфилда, Огайо, и был борцом в колледже Харпер. В июле 2020 года Докинз объявил через Твиттер, что стал отцом мальчика. Он болеет за команду «Цинциннати Бенгалс».
Форд (Кеннет Кроуфорд) родился 31 мая 1990 года. Он родом из Чикаго, Иллинойс, и служил в Корпусе морской пехоты США. Форд женат на коллеге-рестлере Бьянке Белэр, и имеет двух детей от предыдущих отношений.

## Титулы и достижения
- Pro Wrestling Illustrated

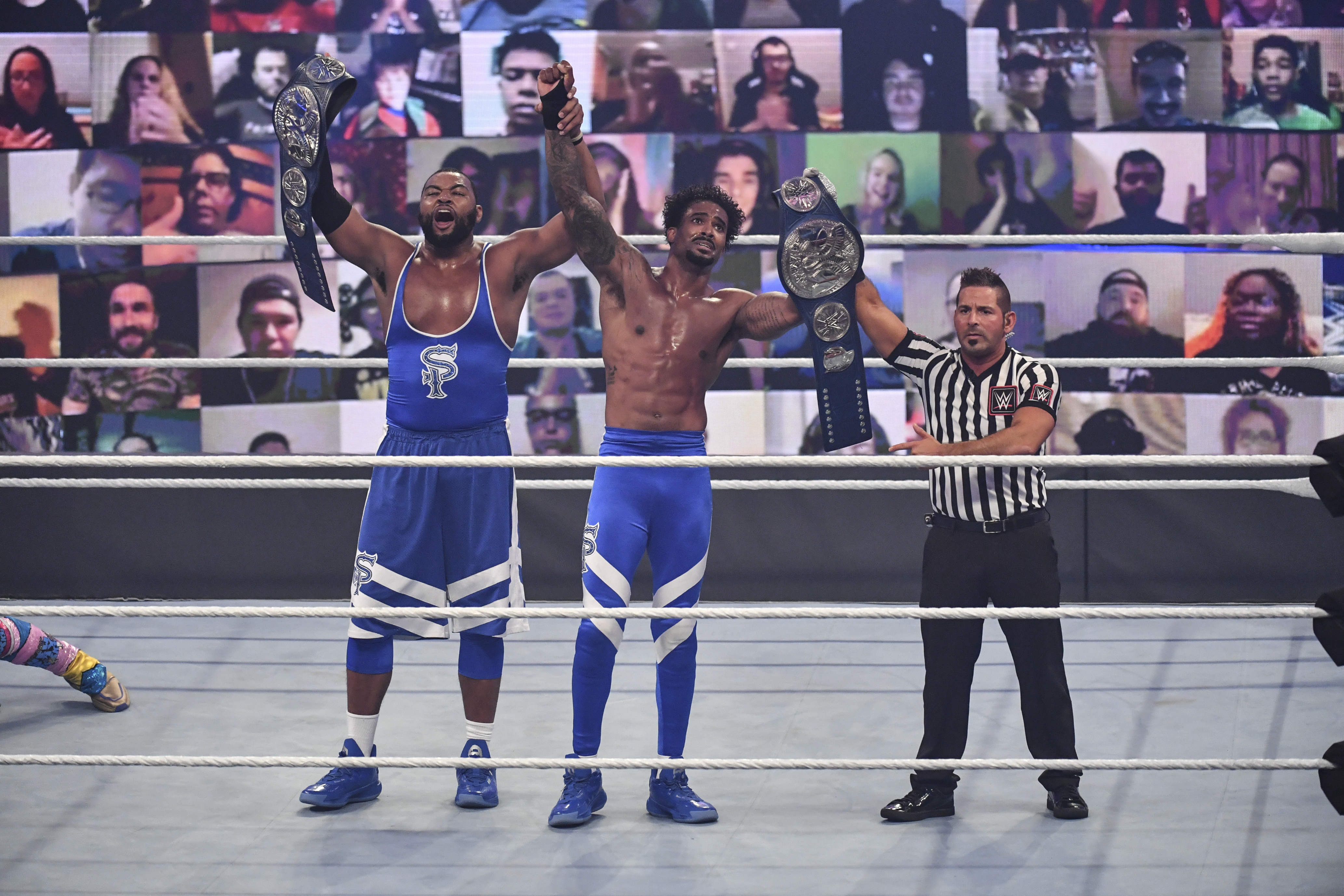
Уличная нажива в качестве командных чемпионов WWE SmackDown в ноябре 2020 года

  - № 140 в топ 500 рестлеров в рейтинге PWI 500 в 2021 (Форд)[3]
  - № 152 в топ 500 рестлеров в рейтинге PWI 500 в 2021 (Докинс)[3]
  - № 5 в топ 50 команд в рейтинге PWI Tag Team 50 в 2020[4]
- Evolve
  - Командные чемпионы Evolve (1 раз)[5]
- WWE
  - Командные чемпионы WWE SmackDown (1 раз)
  - Командные чемпионы WWE Raw (1 раз)
  - Командные чемпионы NXT (1 раз)
  - Вторые командные чемпионый Тройной короны[6]
  - RK-Bro-nament (2021)
  - Slammy Award (2 раза)
    - Команда года (2020)
    - Прорывная звезда года (2020)